# Sotillo de las Palomas
Sotillo de las Palomas es un municipio y localidad española de la provincia de Toledo, en la comunidad autónoma de Castilla-La Mancha. El término municipal, ubicado en las comarcas de la Sierra de San Vicente y las Tierras de Talavera, tiene una población de 183 habitantes (INE 2024).

## Geografía
Geográficamente está ubicado en la sierra de San Vicente. La localidad se encuentra rodeada de bosque mediterráneo, de pinos, sabinas, álamos y encinas. El término municipal es bañado por el río Guadyerbas.

## Historia
Sotillo de las Palomas forma parte del señorío marquesal de Navamorcuende, primero como lugar dependiente de la villa de ese nombre y después, ya exento de esa jurisdicción, como villa del mencionado marquesado. Ocupado el territorio por caballeros del Concejo de Ávila, quedó incorporado a esta diócesis; igual que dependió, en lo administrativo, de esa ciudad, a través del marquesado de Navamorcuende.
El primer intento de independencia acontece en 1545 cuando el alcalde Juan Montero otorga poder a dos vecinos para entablar pleito contra el señor feudal, Enrique Dávila, con objeto de que les fuera permitido a estos vecinos el aprovechamiento de la dehesa boyal, viñas y ejido. En 1546 la cancillería de Valladolid falla el pleito a favor de los vecinos de El Sotillo. En el siglo XVII empieza la disgregación de los lugares de mayor núcleo de población como son los de Almendral de la Cañada y Buenaventura. En 1671, al desaparecer los lugares de Parraces y la Calera y aumentar la población, en 1692 se concede la categoría de villa con jurisdicción propia.
Hacia mediados del siglo XIX, el lugar tenía contabilizada una población de 62 habitantes. La localidad aparece descrita en el decimocuarto volumen del Diccionario geográfico-estadístico-histórico de España y sus posesiones de Ultramar de Pascual Madoz de la siguiente manera:

SOTILLO DE LAS PALOMAS: v. con ayunt. en la prov. de Toledo (12 leg), part. jud. de Talavera de la Reina (3), dióc. de Avila (12), aud. terr. de Madrid (20), c g. de Castilla la Nueva. sit. á 1 leg. de la sierra de San Vicente; es de clima templado; reinan los vientos E. y O. y se padecen intermitentes. Tiene 67 casas; la de ayunt.; cárcel; escuela dotada con 500 rs. de una obra pia y 200 de los fondos de propios, á la que asisten 20 niños; igl. parr. (la Concepcion) aneja á la de Navamorcuende y servida por un teniente, y en los afueras al N. el cementerio. Se surte de aguas potables en 2 fuentes á 500 pasos al mismo lado. Confina el térm. por N. y E. con el de Navamorcuende; S. Marrupe, y O. Cervera, estendiéndose 1/1 leg. de N. á S., 1 leg. de E. á O, y comprende mucho monte de encina y retama, el cual está destinado en su totalidad á pasto y labor. Lo baña el riach. Guadiervás, que se une al Tietar. El terreno es de secano y de mediana calidad. Los caminos vecinales: el correo se recibe en Navamorcuende por balijero tres veces á la semana. prod.: trigo, centeno, cebada, garbanzos y bellota; se mantiene ganado vacuno, lanar, cabrio y de cerda que es el mas preferido, y se cria caza menuda. ind. y comercio: un molino harinero; cria y venta de seda. pobl.: 60 vec., 484 almas cap. prod.: 192,200 rs. imp.: 5,205. contr.: segun el cálculo oficial de la prov., 74'48 por 100.
Pertenece esta v. al estado de Navamorcuende; á 1/4 leg. NO de ella hay una atalaya ant., que forma linea con la de Segarilla, que dista 1 leg.
(Madoz, 1849, p. 513)

## Demografía
Cuenta con una población de 183 habitantes (INE 2024).
| Gráfica de evolución demográfica de Sotillo de las Palomas entre 1842 y 2021                                          |
| |
| Población de derecho según los censos de población del INE. Población de hecho según los censos de población del INE. |

| 218           | 226 | 214 | 223 | 204 | 194 | 220 | 217 | 218 | 211 |
| (Fuente: INE) |     |     |     |     |     |     |     |     |     |

NOTA: La cifra de 1996 está referida a 1 de mayo y el resto a 1 de enero.

## Patrimonio
En la localidad hay una iglesia bajo la advocación de la Concepción.

## Fiestas
- 20 de enero: Festividad de San Sebastián, los mayordomos ofrecen donativos. Se comen bollos de pan con anís los reparten por las casas. Se realiza una procesión y se bendicen los alimentos. Se forma un chozo para hacer una hoguera con leña de alcornoque.
- 25 de julio: Festividad de Santiago Apóstol.